# Turowiec (obwód wołogodzki)
Turowiec (ros. Туровец) – wieś w Rosji, w rejonie mieżdurieczeńskim obwodu wołogodzkiego. W 2010 r. liczyła 750 mieszkańców.